# Mikroskopia porównawcza
Mikroskopia porównawcza – jedna z technik badań mikroskopowych wykonywana za pomocą mikroskopu porównawczego, stosowana m.in. w mechanoskopii.
Po raz pierwszy wykorzystana praktycznie w mechanoskopii przez rusznikarza Roberta Churchilla w 1928 roku do zbadania broni, z której zastrzelono londyńskiego konstabla.